# Liste des présidents du Pérou
Cet article dresse la liste des présidents de la république du Pérou par ordre chronologique depuis le 28 juillet 1821.

## État du Pérou (1821-1822)
| Portrait | Protecteur                     | Début mandat    | Fin mandat        |
| -------- | ------------------------------ | --------------- | ----------------- |
|          | José de San Martín (1778-1850) | 28 juillet 1821 | 20 septembre 1822 |

## République péruvienne (1822-1836)
| Portrait | Président                                            | Début mandat       | Fin mandat         |
| -------- | ---------------------------------------------------- | ------------------ | ------------------ |
|          | Francisco Xavier de Luna Pizarro (1780-1855)         | 20 septembre 1822  | 22 septembre 1822  |
|          | José de La Mar (1778-1830)                           | 22 septembre 1822  | 27 février 1823    |
|          | José de la Riva Agüero y Sánchez Boquete (1783-1853) | 27 février 1823    | 23 juin 1823       |
|          | Antonio José de Sucre (1795-1830)                    | 23 juin 1823       | 17 juillet 1823    |
|          | José Bernardo de Tagle (1779-1825)                   | 17 juillet 1823    | 17 février 1824    |
|          | Simón Bolívar (1783-1830)                            | 17 février 1824    | 28 janvier 1827    |
|          | Andrés de Santa Cruz (1792-1865)                     | 28 janvier 1827    | 9 juin 1827        |
|          | Manuel Salazar y Baquíjano (1777-1850)               | 9 juin 1827        | 22 août 1827       |
|          | José de La Mar (1778-1830)                           | 22 août 1827       | 7 juin 1829        |
|          | Antonio Gutiérrez de la Fuente (1796-1878)           | 7 juin 1829        | 1er septembre 1829 |
|          | Agustín Gamarra (1785-1841)                          | 1er septembre 1829 | 20 décembre 1833   |
|          | Luis José de Orbegoso y Moncada                      | 20 décembre 1833   | 11 août 1836       |
|          | Pedro Pablo Bermúdez                                 | 4 janvier 1834     | 24 avril 1834      |
|          | Felipe Santiago Salaverry                            | 23 février 1835    | 7 février 1836     |

## Confédération péruvio-bolivienne (1836-1839)
| Portrait | Protecteur suprême               | Début mandat   | Fin mandat   |
| -------- | -------------------------------- | -------------- | ------------ |
|          | Andrés de Santa Cruz (1792-1865) | 7 février 1836 | 25 août 1839 |

### État Nord-péruvien
| Portrait | Président                                            | Début mandat  | Fin mandat      |
| -------- | ---------------------------------------------------- | ------------- | --------------- |
|          | Luis José de Orbegoso y Moncada (1795-1847)          | 21 août 1837  | 30 juillet 1838 |
|          | José de la Riva Agüero y Sánchez Boquete (1783–1858) | 1er août 1838 | 24 janvier 1839 |

### État Sud-péruvien
| Portrait | Président                               | Début mandat      | Fin mandat      |
| -------- | --------------------------------------- | ----------------- | --------------- |
|          | Ramón Herrera y Rodado (es) (1799-1882) | 17 septembre 1837 | 12 octobre 1838 |
|          | Pío Tristán (1773-1859)                 | 12 octobre 1838   | 23 février 1839 |

## République péruvienne (1839-1979)
| Portrait | Président                                 | Début mandat      | Fin mandat        |
| -------- | ----------------------------------------- | ----------------- | ----------------- |
|          | Agustín Gamarra (1785-1841)               | 25 août 1839      | 28 novembre 1841  |
|          | Manuel Menéndez (1793-1847)               | 28 novembre 1841  | 16 août 1842      |
|          | Juan Crisóstomo Torrico (1808-1875)       | 16 août 1842      | 17 octobre 1842   |
|          | Juan Francisco de Vidal (1800-1863)       | 17 octobre 1842   | 15 mars 1843      |
|          | Manuel Ignacio de Vivanco (1806-1873)     | 20 mars 1843      | 17 juin 1844      |
|          | Domingo Nieto (1803-1844)                 | 3 septembre 1843  | 17 février 1844   |
|          | Ramón Castilla (1797–1867)                | 17 février 1844   | 17 juin 1844      |
|          | Domingo Elías (1805-1867)                 | 17 juin 1844      | 10 août 1844      |
|          | Justo Figuerola (1771-1854)               | 11 août 1844      | 7 octobre 1844    |
|          | Manuel Menéndez (1793-1847)               | 7 octobre 1844    | 20 avril 1845     |
|          | Ramón Castilla (1797-1867)                | 20 avril 1845     | 20 avril 1851     |
|          | José Rufino Echenique (1808-1887)         | 20 avril 1851     | 5 janvier 1855    |
|          | Ramón Castilla (1797-1867)                | 5 janvier 1855    | 24 octobre 1862   |
|          | Miguel de San Román (1802-1863)           | 24 octobre 1862   | 3 avril 1863      |
|          | Pedro Diez Canseco (1815-1893)            | 9 avril 1863      | 5 août 1863       |
|          | Juan Antonio Pezet (1809-1879)            | 5 août 1863       | 25 avril 1865     |
|          | Mariano Ignacio Prado (1825-1901)         | 25 avril 1865     | 24 juin 1865      |
|          | Lizardo Montero (1832-1905)               | 24 juin 1865      | 8 novembre 1865   |
|          | Mariano Ignacio Prado (1825-1901)         | 28 novembre 1865  | 7 janvier 1868    |
|          | Pedro Diez Canseco (1815-1893)            | 8 janvier 1868    | 2 août 1868       |
|          | José Balta (1814-1872)                    | 2 août 1868       | 22 juillet 1872   |
|          | Tomás Gutiérrez (died 1872)               | 22 juillet 1872   | 26 juillet 1872   |
|          | Francisco Diez Canseco (1821-1884)        | 26 juillet 1872   | 27 juillet 1872   |
|          | Mariano Herencia Zevallos (1820-1873)     | 27 juillet 1872   | 2 août 1872       |
|          | Manuel Pardo (1834-1878)                  | 2 août 1872       | 2 août 1876       |
|          | Mariano Ignacio Prado (1825-1901)         | 2 août 1876       | 23 décembre 1879  |
|          | Nicolás de Piérola (1839-1913)            | 23 décembre 1879  | 12 mars 1881      |
|          | Francisco García Calderón (1834-1905)     | 12 mars 1881      | 28 novembre 1881  |
|          | Lizardo Montero (1832-1905)               | 15 janvier 1881   | 28 octobre 1883   |
|          | Andrés Avelino Cáceres (1836-1923)        | 28 octobre 1883   | 3 août 1885       |
|          | Miguel Iglesias (1830-1909)               | 31 août 1885      | 3 décembre 1885   |
|          | Antonio Arenas (1808-1891)                | 3 décembre 1885   | 5 juin 1886       |
|          | Andrés Avelino Cáceres (1836-1923)        | 5 juin 1886       | 10 août 1890      |
|          | Remigio Morales Bermúdez (1836-1894)      | 10 août 1890      | 1er avril 1894    |
|          | Justiniano Borgoño (1836-1927)            | 1er avril 1894    | 10 août 1894      |
|          | Andrés Avelino Cáceres (1836-1923)        | 10 août 1894      | 20 mars 1895      |
|          | Manuel Candamo Iriarte (1841-1904)        | 20 mars 1895      | 8 septembre 1895  |
|          | Nicolás de Piérola (1839-1913)            | 8 septembre 1895  | 8 septembre 1899  |
|          | Eduardo López de Romaña (1847-1912)       | 8 septembre 1899  | 8 septembre 1903  |
|          | Manuel Candamo Iriarte (1841-1904)        | 8 septembre 1903  | 7 mai 1904        |
|          | Serapio Calderón (1843-1922)              | 7 mai 1904        | 24 septembre 1904 |
|          | José Pardo y Barreda (1864-1947)          | 24 septembre 1904 | 24 septembre 1908 |
|          | Augusto Leguía (1863-1932)                | 24 septembre 1908 | 24 septembre 1912 |
|          | Guillermo Billinghurst (1851-1915)        | 24 septembre 1912 | 4 février 1914    |
|          | Oscar R. Benavides (1876-1945)            | 4 février 1914    | 18 août 1915      |
|          | José Pardo y Barreda (1864-1947)          | 18 août 1915      | 4 juillet 1919    |
|          | Augusto Leguía (1863-1932)                | 4 juillet 1919    | 25 août 1930      |
|          | Manuel María Ponce Brousset (1874-1966)   | 25 août 1930      | 27 août 1930      |
|          | Luis Miguel Sánchez Cerro (1889-1933)     | 27 août 1930      | 1er mars 1931     |
|          | Ricardo Leoncio Elías Arias (1874-1951)   | 1er mars 1931     | 5 mars 1931       |
|          | Gustavo Jiménez (1886-1933)               | 5 mars 1931       | 11 mars 1931      |
|          | David Samanez Ocampo (1866-1947)          | 11 mars 1931      | 8 décembre 1931   |
|          | Luis Miguel Sánchez Cerro (1889-1933)     | 8 décembre 1931   | 30 avril 1933     |
|          | Oscar R. Benavides (1876-1945)            | 30 avril 1933     | 8 décembre 1939   |
|          | Manuel Prado Ugarteche (1889-1967)        | 8 décembre 1939   | 28 juillet 1945   |
|          | José Luis Bustamante y Rivero (1894-1989) | 28 juillet 1945   | 29 octobre 1948   |
|          | Manuel A. Odría (1896-1974)               | 29 octobre 1948   | 1er juin 1950     |
|          | Zenón Noriega Agüero (1900-1957)          | 1er juin 1950     | 28 juillet 1950   |
|          | Manuel A. Odría (1896-1974)               | 28 juillet 1950   | 28 juillet 1956   |
|          | Manuel Prado Ugarteche (1889-1967)        | 28 juillet 1956   | 18 juillet 1962   |
|          | Ricardo Pérez Godoy (1905-1982)           | 18 juillet 1962   | 3 mars 1963       |
|          | Nicolás Lindley (1908-1995)               | 3 mars 1963       | 28 juillet 1963   |
|          | Fernando Belaúnde Terry (1912-2002)       | 28 juillet 1963   | 2 octobre 1968    |
|          | Juan Velasco Alvarado (1910-1977)         | 3 octobre 1968    | 30 août 1975      |
|          | Francisco Morales Bermúdez (1921-2022)    | 30 août 1975      | 28 juillet 1980   |

## République du Pérou (depuis 1979)
| Portrait | Président                           | Élection       | Début mandat     | Fin mandat       |
| -------- | ----------------------------------- | -------------- | ---------------- | ---------------- |
|          | Fernando Belaúnde Terry (1912-2002) | 1980           | 28 juillet 1980  | 28 juillet 1985  |
|          | Alan García (1949-2019)             | 1985           | 28 juillet 1985  | 28 juillet 1990  |
|          | Alberto Fujimori (1938-2024)        | 1990 1995 2000 | 28 juillet 1990  | 22 novembre 2000 |
|          | Valentín Paniagua (1936-2006)       | -              | 22 novembre 2000 | 28 juillet 2001  |
|          | Alejandro Toledo (né en 1946)       | 2001           | 28 juillet 2001  | 28 juillet 2006  |
|          | Alan García (1949-2019)             | 2006           | 28 juillet 2006  | 28 juillet 2011  |
|          | Ollanta Humala (1962–)              | 2011           | 28 juillet 2011  | 28 juillet 2016  |
|          | Pedro Pablo Kuczynski (né en 1938)  | 2016           | 28 juillet 2016  | 23 mars 2018     |
|          | Martín Vizcarra (né en 1963)        | -              | 23 mars 2018     | 9 novembre 2020  |
|          | Manuel Merino (né en 1961)          | -              | 10 novembre 2020 | 15 novembre 2020 |
|          | Francisco Sagasti (né en 1944)      | -              | 17 novembre 2020 | 28 juillet 2021  |
|          | Pedro Castillo (né en 1969)         | 2021           | 28 juillet 2021  | 7 décembre 2022  |
|          | Dina Boluarte (née en 1962)         | -              | 7 décembre 2022  | en cours         |